# RV8a La Transwallonne Ouest
De RV8a La Transwallonne Ouest is een Rando Vélo-route in Wallonië. De route start op de top van de Kluisberg op de grens tussen Vlaanderen en Wallonië nabij het dorp Ruien. Samen met de RV8b La Transwallonne Est vormt zij de RV8 La Transwallonne. De route is zo genoemd omdat deze dus dwars door Wallonië gaat en is in 2 richtingen bewegwijzerd met blauw-gele markeringen.
RV8 La Transwallone is in totaal 427 km lang. Het westelijke deel RV8a is in totaal 235 km lang en start op de Kluisberg en eindigt in Namen. Het oostelijk deel RV8b is in totaal 192 km lang en gaat van Namen naar Wathermal op de grens met Luxemburg.

## Traject
De route doorkruist de provincies Oost-Vlaanderen, Henegouwen en Namen. In Ruien op de top van de Kluisberg sluit de route aan op de LF Vlaanderenroute, de LF Heuvelroute en de Route des Collines. In Escanaffles kan de brug over de Schelde worden overgestoken om aan de andere zijde aan te sluiten op de LF Schelderoute. In Escanaffles sluit ook de EuroVelo EV5 Via Romea Francigena aan die parallel meeloopt met de route tot Spiere-Helkijn. In Escanaffles sluit daarnaast ook de Wapitour aan, deze loopt parallel met de route tot in Antoing. Tussen Doornik en Antoing loopt ook de RV6 parallel mee. 
De route volgt tot Antoing de Schelde, daarna loopt ze verder naast het Kanaal Nimy-Blaton-Péronnes tot Nimy (nabij Mons). Vanaf hier volgt de route het Centrumkanaal. Dit wordt gevolgd tot Strépy-Bracquegnies waar ook een bezoek kan worden gebracht aan de scheepsliften. Vanaf Strépy-Bracquegnies loopt de RV3 La Hennuyère-Fagne-Famenne parallel mee met de route tot Estinnes-au-Val. In Thuin kruist de route de RV1. Bij Tamines wordt de Samber bereikt welke samen met de EuroVelo EV3 Pelgrimsroute gevolgd wordt naar Namen (hoofdstad van Wallonië en de provincie Namen) aan de oevers van de Maas met zicht op de Citadel van Namen. Hier kan worden aangesloten op de EuroVelo EV5 Via Romea Francigena, de EuroVelo EV19 Maasfietsroute, de RV2, de RV8b en de RV10. In Ham-sur-Sambre sluit de RV6 aan, deze loopt parallel mee tot Namen. In Namen kan ook de EV3 vervolg worden.

## Aansluitingen met Europese routes
- Tussen Escanaffles en Spiere-Helkijn loopt de route parallel met de EuroVelo EV5 Via Romea Francigena.
- Tussen Tamines en Namen loopt de route parallel met de EuroVelo EV3 Pelgrimsroute.
- In Namen sluit de route aan op de EuroVelo EV5 Via Romea Francigena en de EuroVelo EV19 Maasfietsroute.

## Aansluitingen met andere icoonroutes
- In Ruien op de top van de Kluisberg sluit de route aan op de LF Vlaanderenroute, de LF Heuvelroute en de Route des Collines.
- In Escanaffles kan middels oversteek van de brug over de Schelde worden aangesloten op de LF Schelderoute.
- Tussen Escanaffles en Blaton loopt de Wapitour parallel mee met de route.
- Tussen Doornik en Antoing loopt de RV6 parallel mee met de route.
- In Doornik op de Mont-Saint-Aubert kan worden aangesloten op de Route des Collines.
- Tussen Strépy-Bracquegnies en Estinnes-au-Val loopt de RV3 parallel mee met de route.
- In Thuin kruist de route de RV1.
- In Ham-sur-Sambre sluit de RV6 aan die parallel meeloopt tot eindpunt Namen.
- In Namen sluit de route aan op de RV2, de RV8b en de RV10.

## Aansluitingen met regionale routes
- Op elk willekeurig punt kan gebruik worden gemaakt van het fietsroutenetwerk ter plaatse.
- In Ruien (Kluisbergen) kan de blauwe lus van de Ronde van Vlaanderenroute opgepakt worden.
- In Spiere-Helkijn kan de W4 Canaux, Fleuves et Rivières (regionale RAVeL-route) opgepakt worden.
- In Spiere-Helkijn kan Blauw Vierkant opgepakt worden.
- In Blaton kan de W1 Entre Dendre et Hauts-Pays (regionale RAVeL-route) opgepakt worden.
- In Strépy-Bracquegnies kan de W4 Canaux, Fleuves et Rivières (regionale RAVeL-route) opgepakt worden.
- In Thuin kan de W3 La Véloroute des Carnavals (regionale RAVeL-route) opgepakt worden.
- In Thuin kan de W6 Au Fil de l'Eau (regionale RAVeL-route) opgepakt worden.
- In Namen kan de W5 D'une vallée à l'autre (regionale RAVeL-route) opgepakt worden.
- In Namen kan de W6 Au Fil de l'Eau (regionale RAVeL-route) opgepakt worden.